# 롯데호텔 울산
롯데호텔 울산(영어: Lotte Hotel Ulsan)은 대한민국 울산광역시 남구 삼산동에 위치한 호텔이다.

## 갤러리

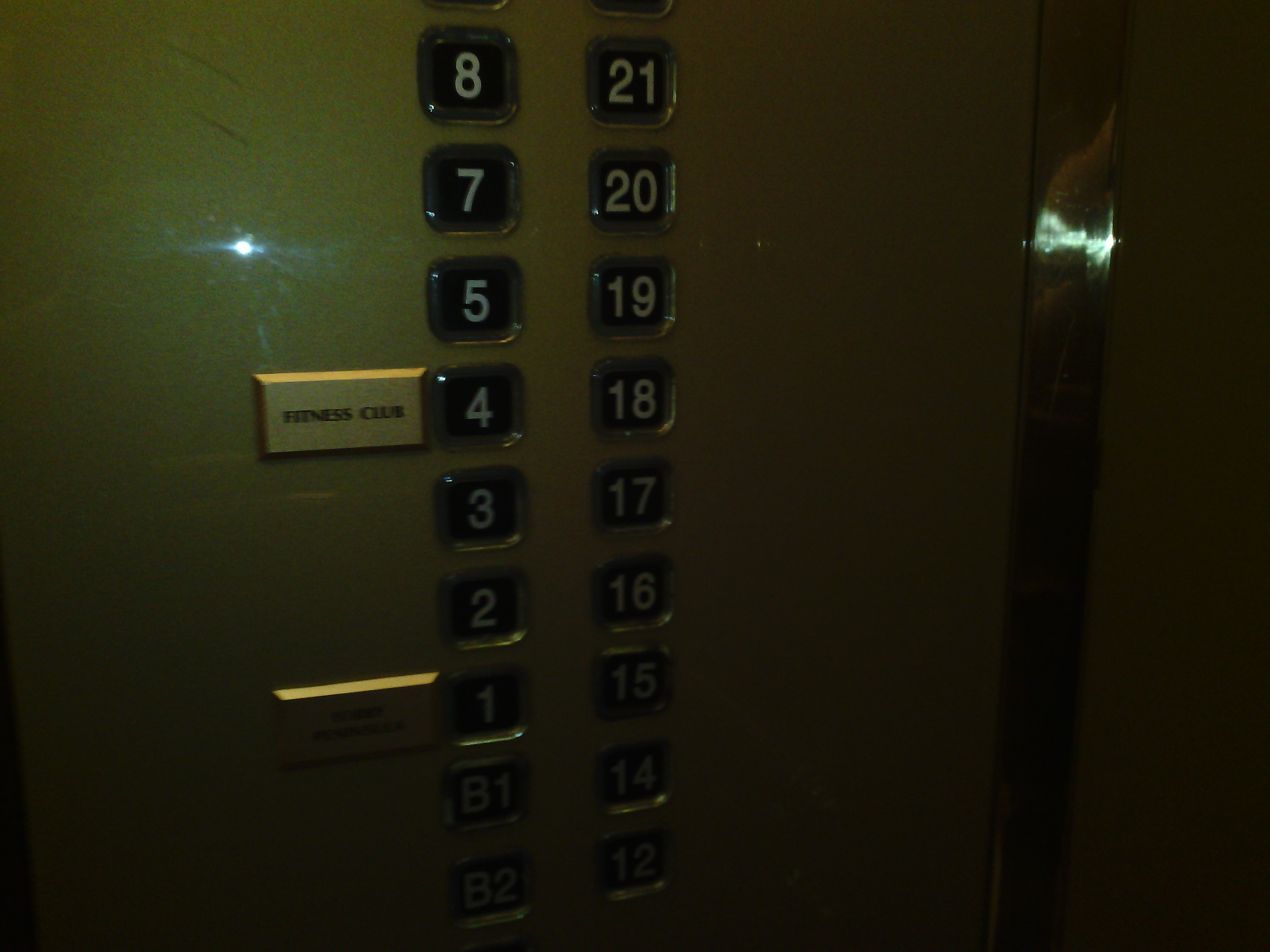
엘리베이터. 6층과 13층 버튼이 없다.

## 같이 보기
- 롯데호텔
- 대한민국의 호텔 목록